# Fritz Schur
Fritz Henrik Schur (født 27. november 1951 i Vejle) er en dansk erhvervsleder med gode forbindelser til de kongelige, forretningsverden og politiske kredse i Danmark. Fritz Schur er bosiddende på Christiansholm i Klampenborg.

## Uddannelse
Fritz Schur blev student fra Ordrup Gymnasium i 1970. Han blev indskrevet på Handelshøjskolen i København, hvor han færdiggjorde en HA i 1973. Han påbegyndte kandidatstudiet, blandt andet ved deltagelse i et projekt om Bornholms turistpotentiale, men afsluttede det aldrig.

## Karriere
1973 begyndte han egen virksomhed under navnet Fritz Schur Dagligvarer, og i 1978 blev han administrerende direktør i Fritz Schur Gruppen.
Fra 1989 til 1992 var han næstformand for bestyrelsen i Interbank. Han har været bestyrelsesformand for NESA og var fra 2002 til 2005 formand for Rådet for Teknologi og Innovation.I 1995 blev Fritz Schur bestyrelsesmedlem i Post Danmark, og formand for bestyrelsen fra 2002 til fusionen med Posten AB i 2009, hvorefter han fortsatte som formand for bestyrelsen for det fusionerede selskab PostNord AB. Den 8. februar 2013 meddelte Fritz Schur, at han ville afgå som bestyrelsesformand for PostNord i forbindelse med den ordinære generalforsamling den 18. april 2013.
I 1996 blev Fritz Schur udnævnt til Finlands konsul i København, og siden 1999 har han været Finlands generalkonsul i Danmark. I perioden 1992 til 2005 var han også bestyrelsesformand for Klasselotteriet. Siden 2001 har han været medlem af bestyrelsen i SAS Group; fra 2008 som formand. Han blev formand for bestyrelsen for DONG Energy i 2005, hvor han den 12. marts 2012 stod forrest i forbindelse med fyringen af direktør Anders Eldrup. Den 30. januar 2014  meddelte Fritz Schur, at han ville afgå som bestyrelsesformand for DONG Energy i forbindelse med den ordinære generalforsamling den 12. marts 2014.
Derudover er han bestyrelsesformand for bl.a. Fritz Schur Gruppen, Uhrenholt, og Relation-Lab, og medlem af bestyrelserne i Brd. Klee, Dansk BørneAstma Center og Experimentarium.
Fritz Schur har tidligere været  medlem af VL-gruppe 13. I 2008 deltog Fritz Schur i et såkaldt Bilderberg-møde. Han var formand for Den Liberale Erhvervsklub gennem 14 år.
Fritz Schur har været medlem af Round Table i RT59 Virum.[kilde mangler] Fritz Schur var landsformand for Round Table Danmark i 1989-1990.[kilde mangler]

## Æresbevisninger
Den 24. april 2009 blev Fritz Schur Kommandør af Dannebrog og kammerherre siden den 11. juni 2010. Desuden bærer han også Finlands Løves Orden, José de Marcoleta Ordenen og Nordstjerneordenen. Den 29. oktober 2009 blev Fritz Schur kåret til Årets Bestyrelsesformand 2009 af PricewaterhouseCoopers.

## Privatliv
Fritz Schur er ugift. Han havde i to og et halvt år et kæresteforhold til sangerinden Birthe Kjær. Schur bor på landstedet Christiansholm i Klampenborg, hvor han inviterer til fest for jetsettet. Han ønsker at donere Christiansholm til et nordisk kunstnerfællesskab, hvor han selv vil finansiere driften.

## Kontroverser
Fritz Schurs rolle som bestyrelsesformand har været omtalt. Han har truet den socialdemokratiske politiker Magnus Heunicke med et civil- og strafferetligt sagsanlæg med krav om en bod på 100.000 kr., fordi Heunicke i et radioprogram påpegede, at Fritz Schur var bestyrelsesmedlem i SAS efter ønske fra Venstre. Fritz Schur har senere benægtet sagen.
I forbindelse med købet af en landejendom ved Kirke Hyllinge forsøgte Fritz Schur at få ophævet bopælspligten med den begrundelse, at han som bestyrelsesformand var at sidestille med et folketingsmedlem. Den sag fik eksperter til at konkludere, at Fritz Schur har svært ved at skelne de offentlige hverv fra sin privatperson.
Ved en gennemgang af de seneste 15 års regnskaber i tre af Fritz Schurs selskaber kom Jyllands-Posten frem til, at den gennemsnitlige selskabsskat var 8,4 %, mens den generelle selskabsskat lå på mellem 25 % og 34 %. Omtalen førte til kritik fra Socialdemokraternes skatteordfører Nick Hækkerup.